# Landesrat (Polnisch-Preußen)
Der Landesrat (historisch meist Rat) war das leitende Gremium in Preußen königlichen Anteils im Königreich Polen vom 15. Jahrhundert bis 1569.

## Strukturen
Dem Landesrat gehörten die Bischöfe von Ermland und Kulm, die Woiwoden von Pommerellen, Marienburg und Kulm, die Unterkämmerer und Kastellane der drei Woiwodschaften, je drei Vertreter der großen Städte Danzig, Elbing und Thorn und zwei Vertreter des Landadels an.
Den Vorsitz hatte der Bischof von Ermland (anfangs der Gubernator von Polnisch-Preußen).
Der Landesrat war das politische Leitungsorgan der polnischen Provinz Königliches Preußen und traf sich mindestens zweimal im Jahr.
Er gehörte auch dem Provinzial-Landtag an, zu dem außerdem die Vertreter der kleineren Städte und des Landadels gehörten.

## Geschichte
Der Landesrat wurde nach dem Ersten Frieden von Thorn von 1411 als Vertreter der Städte und des Adels im Staat des Deutschen Ordens gebildet.
Nach der Zugehörigkeit des westlichen Preußen zum Königreich Polen ab 1466 änderte sich die Zusammensetzung. Leiter wurde der Gubernator, nach 1480 dann der Bischof von Ermland.
1569 wurde der Landesrat nach der Lubliner Union formal aufgelöst. Die drei großen Städte und die Woiwoden sollten dem Senat (obere Kammer) im polnischen Sejm angehören, die restlichen Vertreter sich im Landtag (Sejmik) versammeln.